# Ajuchitlán del Progreso
Ajuchitlán del Progreso är en ort i Mexiko.   Den ligger i kommunen Ajuchitlán del Progreso och delstaten Guerrero, i den södra delen av landet, 200 km sydväst om huvudstaden Mexico City. Ajuchitlán del Progreso ligger 297 meter över havet och antalet invånare är 6 329.
Terrängen runt Ajuchitlán del Progreso är kuperad åt sydost, men åt nordväst är den platt. Runt Ajuchitlán del Progreso är det ganska glesbefolkat, med 48 invånare per kvadratkilometer. Närmaste större samhälle är Tlapehuala, 11,4 km nordväst om Ajuchitlán del Progreso. I omgivningarna runt Ajuchitlán del Progreso växer huvudsakligen savannskog.